# Charles Barry

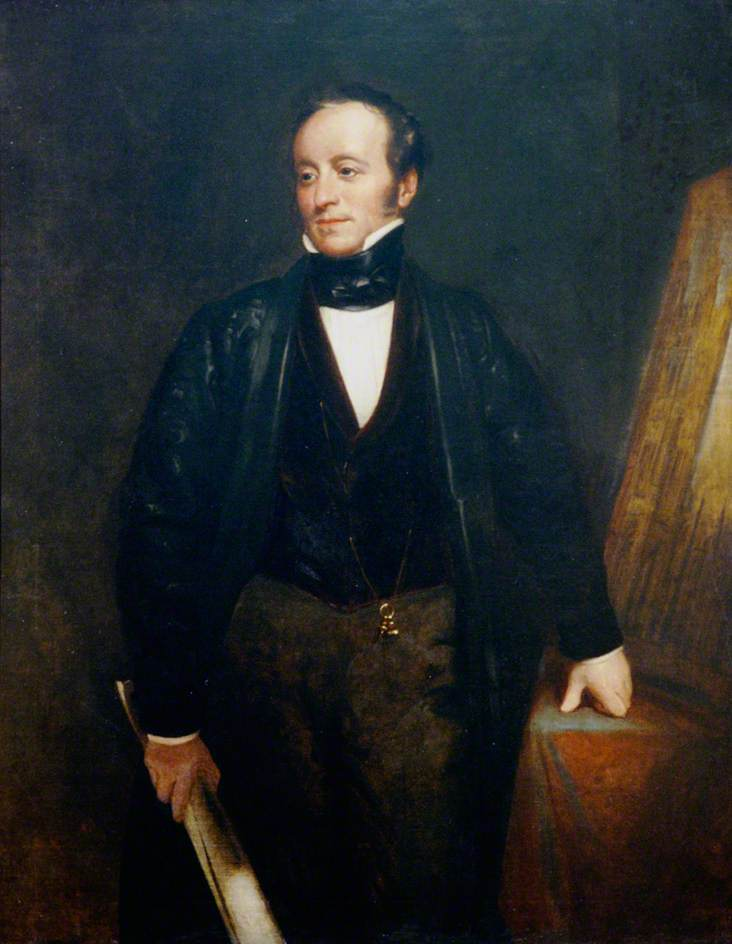
Charles Barry

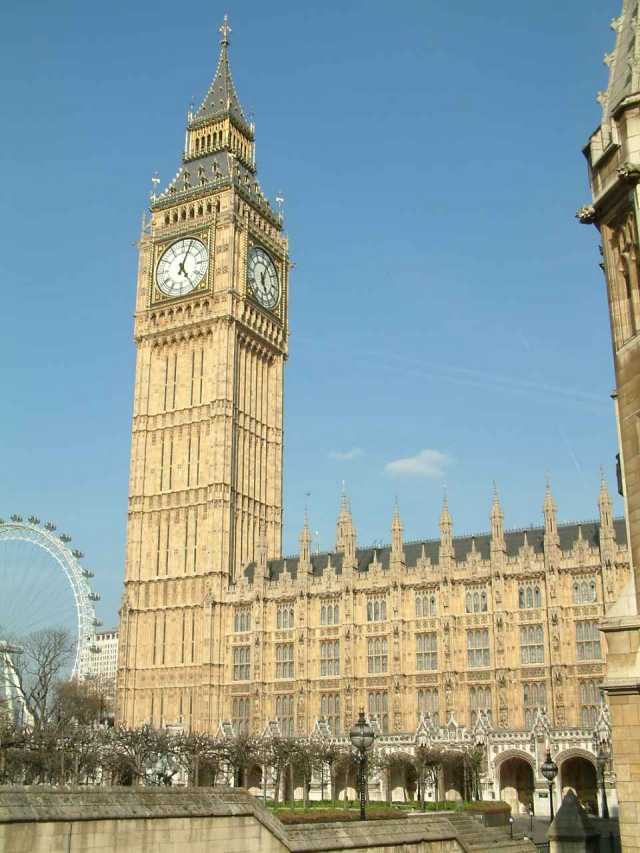
Turnul cu ceas - o faimoasă lucrare de Barry

Sir Charles Barry (n.23 mai 1795, London - 12 mai 1860) a fost un arhitect și constructor englez. Este cunoscut pentru proiectul Casei Parlamentului din Londra, constriută în stil neogotic.